# Joseph Verdeur
Joseph Thomas «Joe» Verdeur (né le 7 mars 1926 à Philadelphie en Pennsylvanie aux États-Unis - 6 août 1991 à Bryn Mawr dans ce même État) est un nageur américain qui a remporté une médaille d'or olympique dans la discipline du 200 mètres brasse à l'occasion des Jeux olympiques de 1948 à Londres en Grande-Bretagne.

## Biographie
En 1948, il remporte une médaille d'or olympique sur 200 mètres brasse après avoir remporté les trois rondes auxquelles il a pris part. Lors de la finale, il fait un temps de 2 min 39 s 3, ce qui lui suffit pour remporter la première place.
Entre 1946 et 1950, il abaisse 6 fois de suite le record du 200 m brasse-papillon en grand bassin. De 2 min 35 s 6 en 1946, il bat une dernière fois le record en 1950, abaissant le record à 2 min 28 s 3.

## Résultats

### Jeux olympiques
- 1948
  - 1er 200 m brasse